# 聖川湧
聖川 湧（ひじりかわ ゆう、1944年2月11日 - ）は、日本の作曲家。本名・岩井実。日本作曲家協会理事。

## 来歴
富山県新湊市（現・射水市）出身。小学5年の時に両親が離婚。新湊市内に間借りし父親との二人暮らしが始まったが、ふた間しかない部屋に叔父一家が転がり込み、中学3年の時に追い出された。新湊を離れ、金沢の父親の知人の下宿に預けられたが、父親が莫大な借金を残して失踪。天涯孤独の身となった。1962年、下宿の隣にいた歌手の新川二朗と金沢ヘルスセンターの専属バンドで活動し、アルトサックス奏者として食いつないだ。
1963年に上京し、多田敏夫とスイングナインに加入。スカウトされ、1965年にビクターから本名の岩井実で「赤いエレキ」で歌手デビュー。1970年に故郷・新湊の風景を歌った野路由紀子の「私が生まれて育ったところ」で作曲家デビュー。
1979年に発売した三笠優子の「夫婦舟」が3年後の1982年に掛けてロング・ヒット。以来、香西かおりの「雨酒場」や「流恋草（はぐれそう）」などのヒット曲が続いた。2002年には成世昌平のために書き下ろした「はぐれコキリコ」が1999年11月の発売以来3年をかけ20万枚を超えるヒットとなり、第41回日本レコード大賞作曲賞、第32回日本有線大賞作曲賞などを受賞した。

## 代表作
- 香西かおり
  - 雨酒場
  - 流恋草
  - 恋紅葉
- 成世昌平
  - はぐれコキリコ
  - 磯節キリキリ
  - 鶴の舞橋
- 川中美幸
  - 宵待ちしぐれ
- 中村美律子
  - 大阪情話
  - もどりゃんせ
- 八代亜紀
  - 不知火酒
- 伍代夏子
  - 風待ち湊
- 細川たかし
  - 下北漁歌
  - 夢暦
- 大川栄策
  - 夢の露
  - 出で湯橋
- 里見浩太朗
  - 夕顔
- 島津亜矢
  - 母ごころ宅配便
- 神野美伽
  - 女もつらいよ
- 新沼謙治
  - 酒とふたりづれ
- 服部浩子
  - 御神火月夜
- 三笠優子
  - 夫婦舟
  - 夫婦川
- 秋庭豊とアローナイツ
  - 流氷
- 三橋美智也
  - 望郷江差/冬峠